# Décontamination
 (mai 2022).
Si vous disposez d'ouvrages ou d'articles de référence ou si vous connaissez des sites web de qualité traitant du thème abordé ici, merci de compléter l'article en donnant les références utiles à sa vérifiabilité et en les liant à la section « Notes et références ».

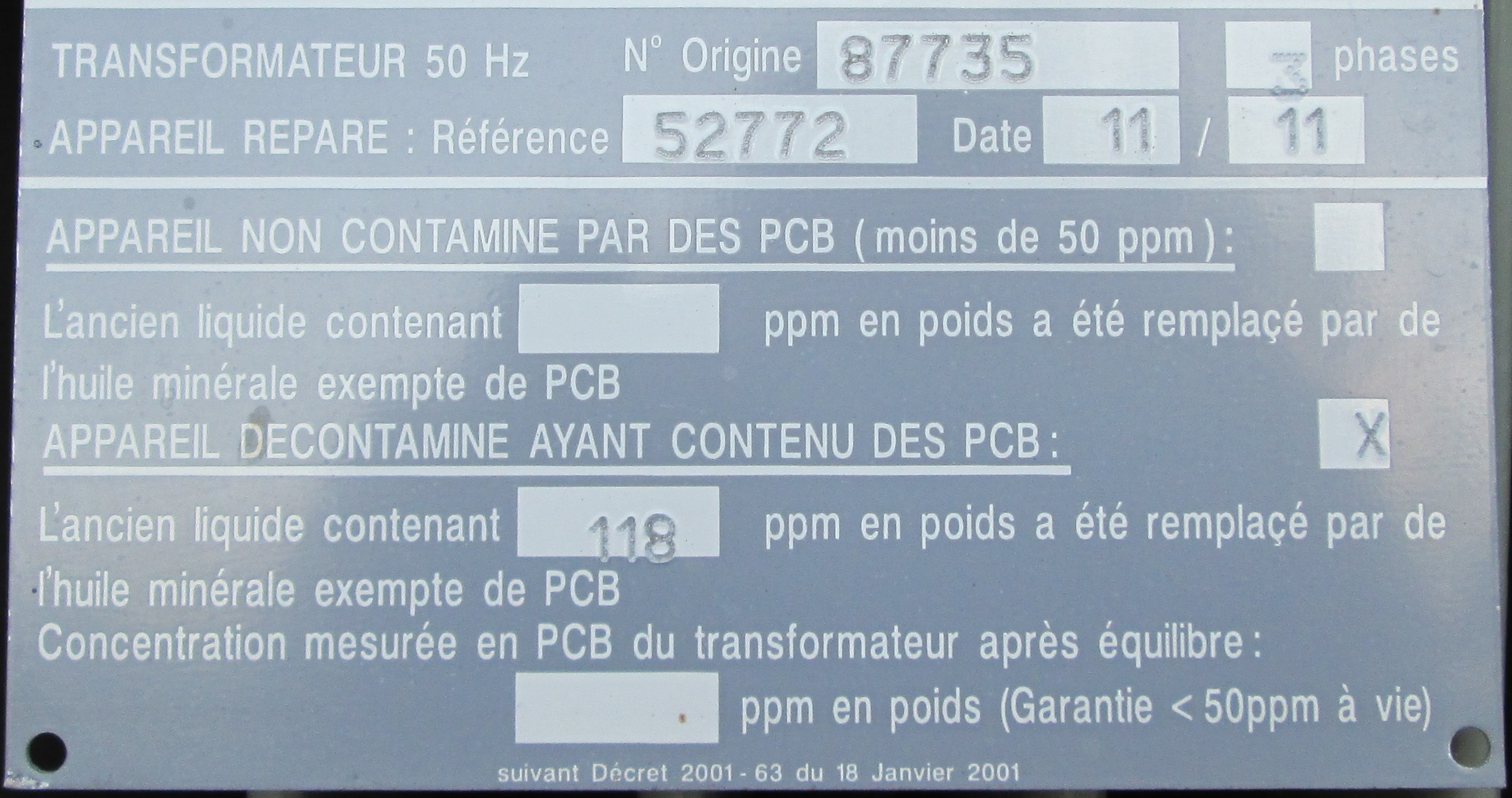
Plaquette informative fixée sur un transformateur de distribution, indiquant sa décontamination vis-à-vis des PCB.

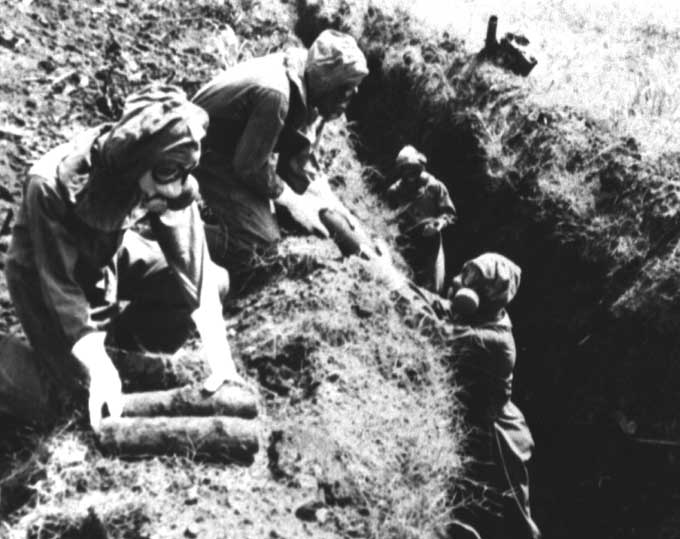
Travaux de décontamination sur l'arsenal de Redstone (Alabama, 1957).

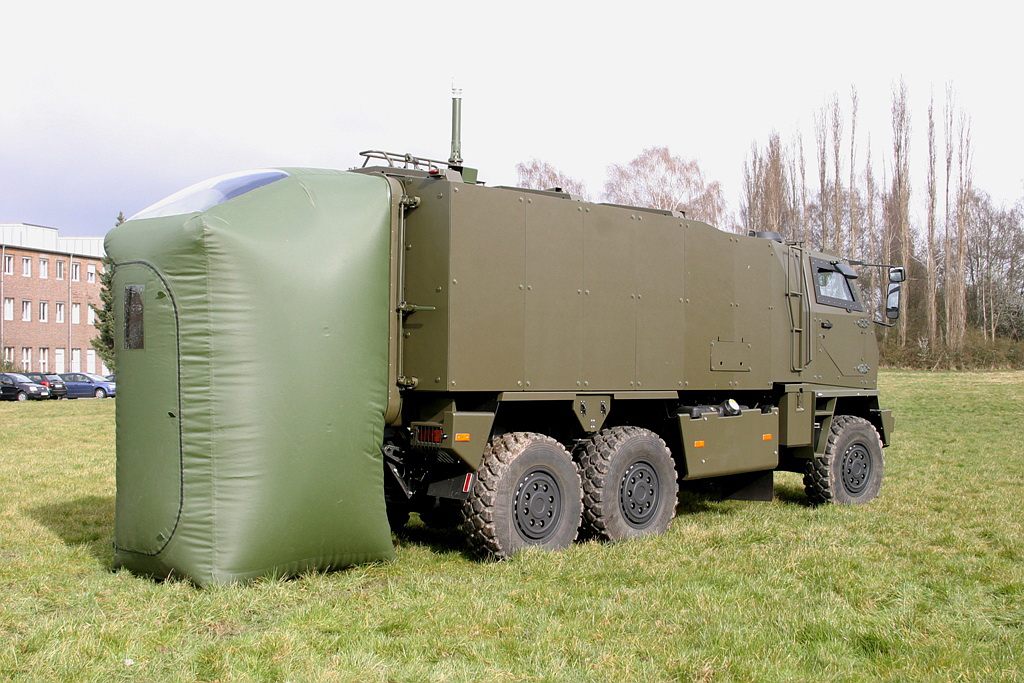
Sas de décontamination d'un véhicule de détection, identification et prélèvement GMTF pour les risques NRBC

La décontamination est l'opération visant à extraire ou inerter des contaminants (dont produits chimiques industriels toxiques et/ou écotoxiques, contaminants d'origine agro-industrielle (pesticides), radionucléides, toxiques de guerre) d'un liquide, du sol, de l'habitat ou de l'environnement.
Le décapage, l'extraction par solvants, la biodégradation (quand elle est possible), l'adsorption, la phytoremédiation, la fongoremédiation ou l'absorption sur divers supports sont utilisés.
La recherche teste de nombreux moyens de décontaminer les solides ou les milieux gazeux ou liquides.

## Description
Ainsi, en 2011, une étude a montré que des pollens (d'Ambrosia artemisiifolia) magnétisés sont efficaces pour éliminer des composés organiques hydrophobes (COHs) toxiques ou indésirables tels que des pesticides, des hydrocarbures aromatiques polycycliques (HAP) (ont été testés : acénaphtène, phénanthrène, atrazine, diuron et lindane) ou encore des polychlorobiphényles (PCB) dans différentes matrices aqueuses contaminées. Avantage : les grains de pollen magnétisés peuvent facilement être retirés du milieu aqueux, par exposition à un champ magnétique après qu'ils ont adsorbé les polluants.
Cette étude a aussi montré que le pollen a été aussi efficace que le charbon actif pour extraire les COHs, et qu'il peut être régénéré pour être plusieurs fois réutilisé comme sorbant. Le charbon de bois activé est à ce jour[Quand ?] moins coûteux que de grandes quantités de pollens, mais cette étude montre qu'un usage du pollen pourrait être réaliste, et aussi que les pollens pourraient jouer un certain rôle dans les phénomènes de bioconcentration de certains polluants.

## Galerie d'images

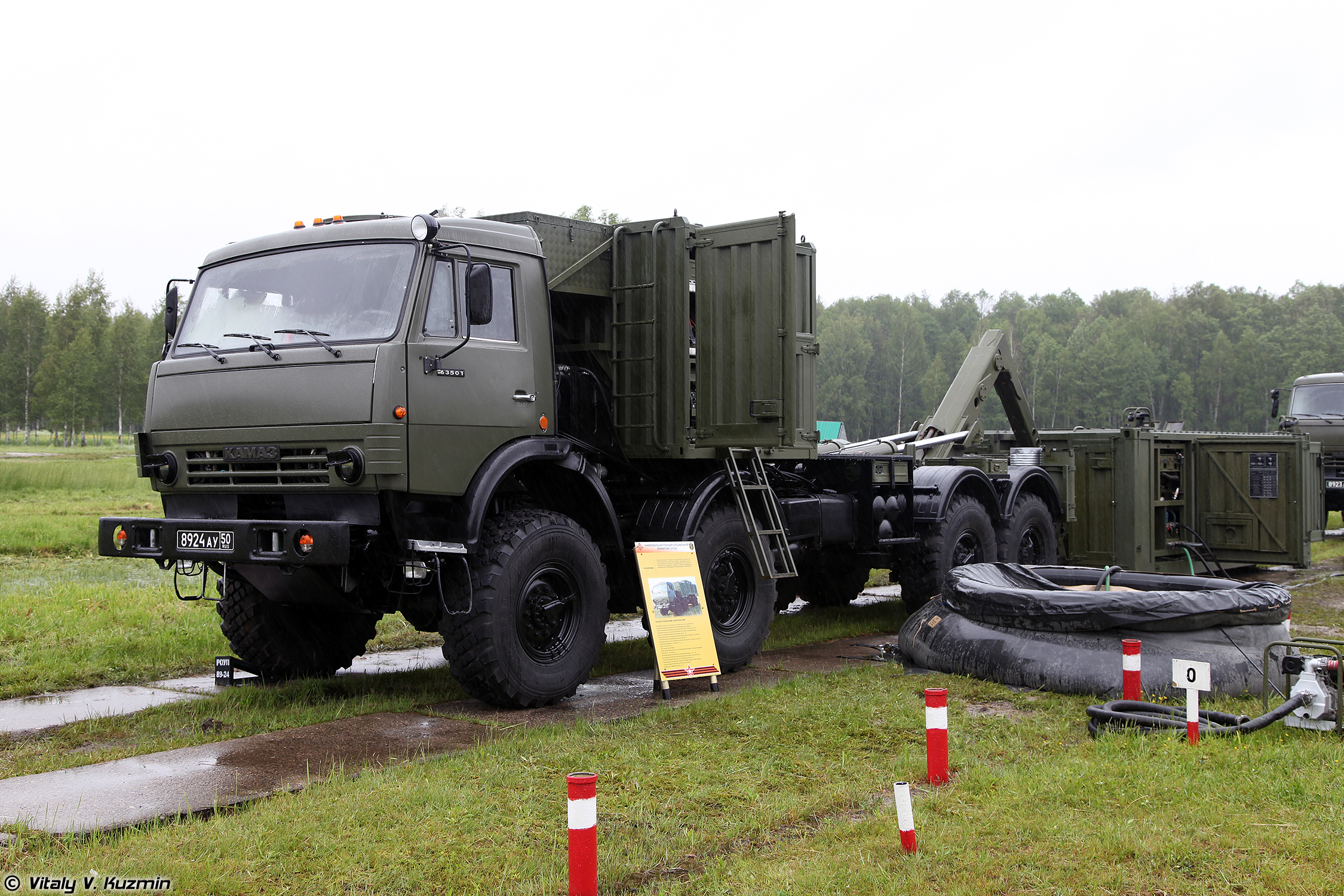
Véhicule de décontamination russe USSO sur chassis KamAZ-6350, avec piscine de décontamination
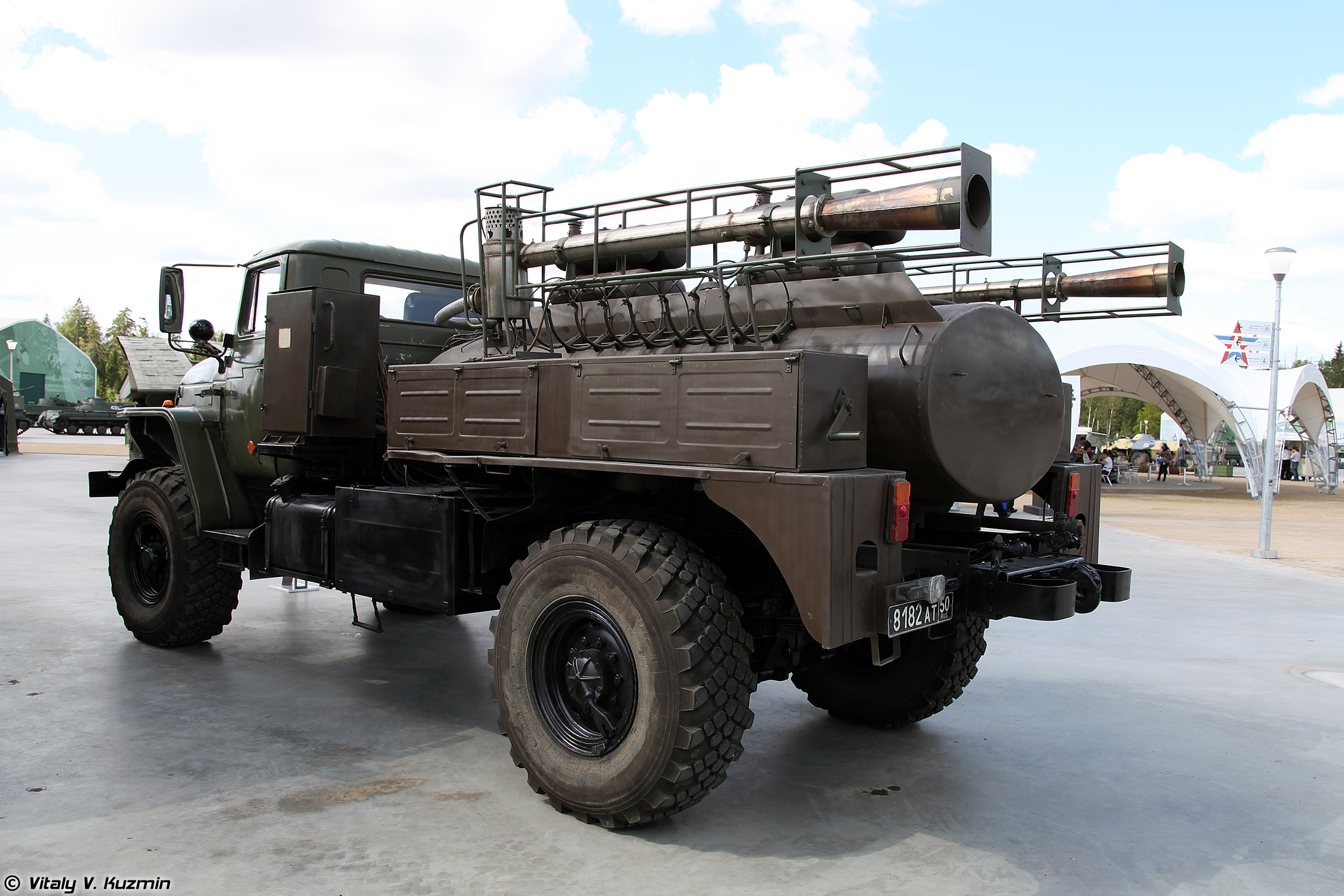
Véhicule de dégazage russe ARS-14U sur chassis Ural-4320
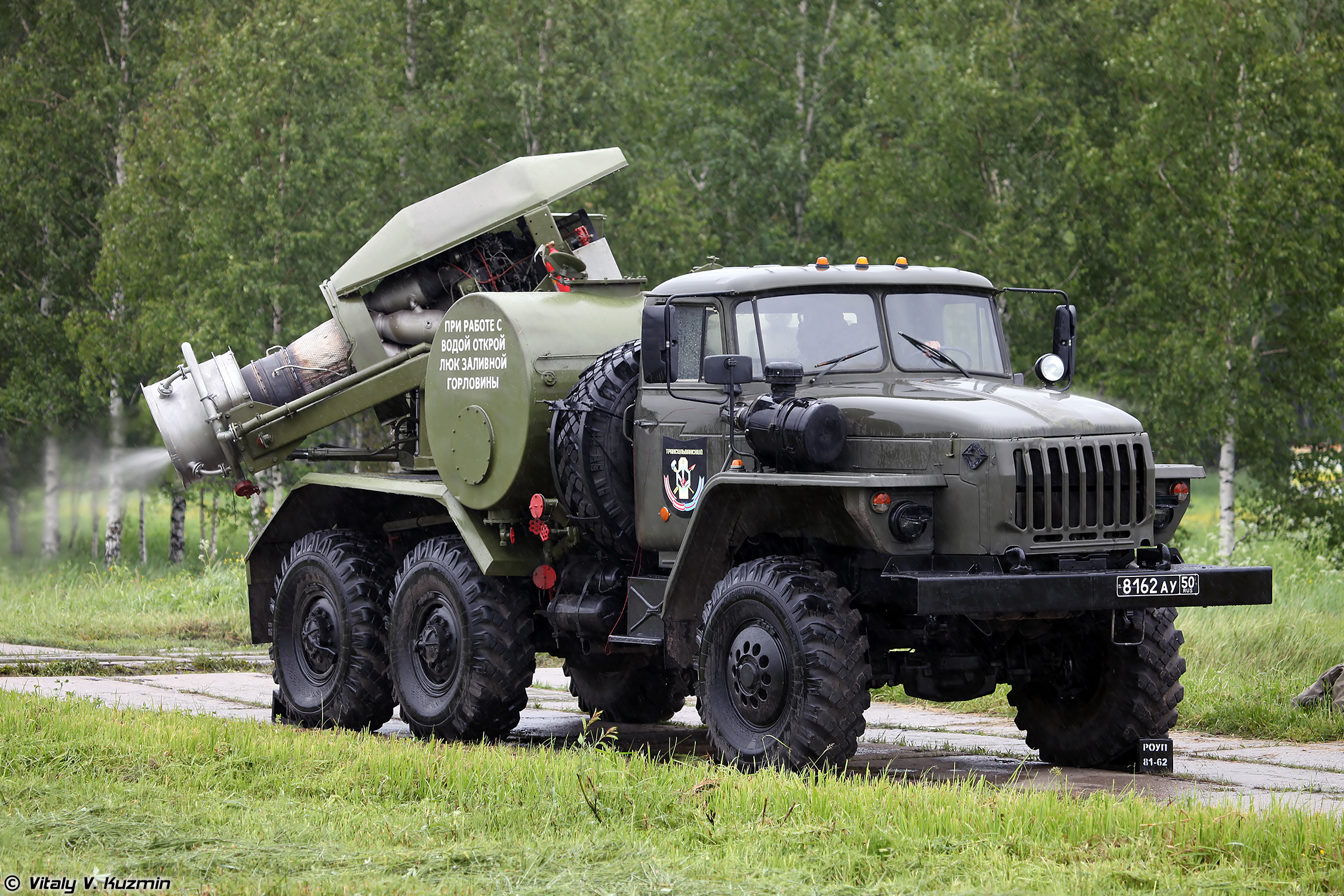
Véhicule de décontamination russe TMS-65U sur chassis Ural-4320